# Imbrasia antigone
Imbrasia antigone är en fjärilsart som beskrevs av Otto Staudinger 1904. Imbrasia antigone ingår i släktet Imbrasia och familjen påfågelsspinnare. Inga underarter finns listade i Catalogue of Life.